# Talbotton
Talbotton – miasto w Stanach Zjednoczonych, w stanie Georgia, siedziba administracyjna hrabstwa Talbot.